# Cape Ray (kaap)
Cape Ray is een kaap in de Canadese provincie Newfoundland en Labrador. De kaap is het meest zuidwestelijke punt het eiland Newfoundland en bevindt zich in de Straat Cabot, de overgang van de Saint Lawrencebaai in de Atlantische Oceaan.

## Geografie
Cape Ray ligt 2 km ten zuidwesten van het gelijknamige dorp en 12 km ten noordwesten van de belangrijke havenplaats Channel-Port aux Basques. De kaap ligt aan het eindpunt van provinciale route 408, nabij de zandstranden van het JT Cheeseman Provincial Park.

## Galerij

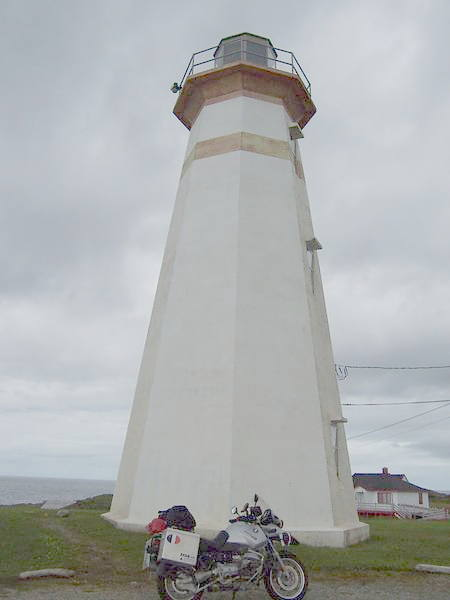
De vuurtoren van Cape Ray
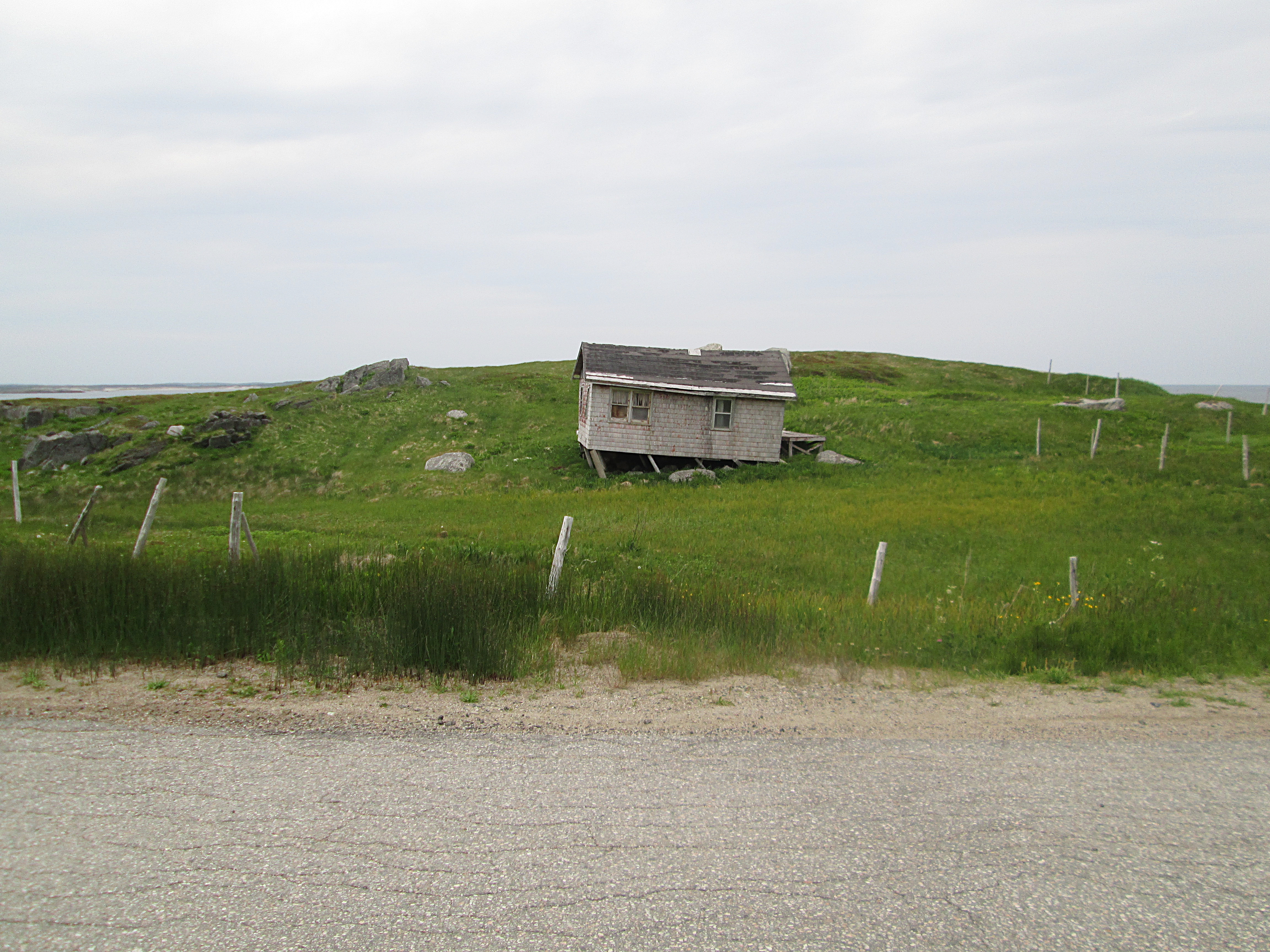
De ruïne van een huis aan de rand van Cape Ray